# Nouadhibou
Nouadhibou (tiếng Ả Rập: نواذيبو; tên cũ là Port-Étienne) là thành phố lớn thứ nhì Mauritanie 
Nouadhibou là thủ phủ của wilaya (khu vực) mà là Dakhlet Nouadhibou ở tây bắc Mauritanie. Thành phố có 75.000 dân còn khu vực đô thị có 95.000 dân. Thành phố nằm trên một bán đảo dài 40 dặm được gọi là Ras Nouadhibou, Cap Blanc, hoặc Cabo Blanco, trong đó phía tây, với thành phố Lagouira, là một phần của Tây Sahara. Nouadhibou do đó là có cự ly chỉ là một vài cây số từ biên giới giữa Mauritanie và Tây Sahara.
Thành phố được chia thành 4 khu vực chính: trung tâm thành phố, bao gồm sân bay; Numerowatt về phía bắc; Cansado, khu dân cư chính về phía nam và phố cư xá cho Port Minéralier về phía viễn nam, từ đó mỏ sắt ở Zouerat được khai thác.
Cảng Nouadhibou là nơi an nghỉ cuối cùng của hơn 300 tàu và do đó nghĩa địa tàu lớn nhất thế giới. Không giống như sự xuất hiện hàng loạt tàu tại vịnh Mallows, số nghề thủ công đã xây dựng lên theo thời gian, các quan chức tham nhũng đã nhận hối lộ từ các chủ tàu để cho phép họ để thải tàu cũ của họ trong khu vực.
Các hoạt động kinh tế chủ yếu là đánh bắt cá, tuy nhiên, ngành công nghiệp lớn nhất là chế biến quặng sắt đã vận chuyển bằng xe lửa từ các thị trấn khai thác nội thất của Zouérat và Fdérik. Những đoàn tàu vận chuyển hàng hóa có thể là 3 km, nổi tiếng là dài nhất thế giới. Đường sắt cũng mang hành khách và các cuộc gọi tại Choum.
Ngày 30 Tháng Sáu năm 1973, tại thời điểm nhật thực dài nhất trong thế kỷ 20, một tên lửa aerobee đã được đưa ra tại Nouadhibou cho nghiên cứu năng lượng mặt trời.
Từ tháng 2 năm 2006 trở đi Nouadhibou đã trở thành điểm khởi hành cho người di cư châu Phi cố gắng để tiếp cận quần đảo Canary. Tuyến đường này cực kỳ nguy hiểm để tiếp cận với Liên minh châu Âu đã trở nên phổ biến do kết quả của việc kiểm soát di cư gia tăng dọc theo bờ biển Maroc và xung quanh các vùng đất của Tây Ban Nha Ceuta và Melilla trong nửa cuối năm 2005.